# Glycyserica depravata
Glycyserica depravata är en skalbaggsart som beskrevs av Brenske 1900. Glycyserica depravata ingår i släktet Glycyserica och familjen Melolonthidae.
Artens utbredningsområde är Madagaskar. Inga underarter finns listade i Catalogue of Life.